# Čertí jezírko
Čertí jezírko je zaniklá vodní nádrž v Pekelském dole, vzniklá přehrazením Pekelského potoka, asi 1,5 km na sever od města Meziboří.

## Historie
Její vybudování pravděpodobně souvisí s prudkým rozvojem manufaktur a mlýnů v Šumném dole v 18. století. Množství vody ze zde protékajícího Bílého potoka zřejmě přestávalo, především v době sucha, stačit, a proto muselo dojít k regulaci okolních přítoků. Nádrž sloužila jako zásobárna vody pro výrobu a pohon strojů v těchto továrnách. Doba zániku není známá, je možné, že k tomu došlo ještě v 18. století. Zbývá z ní pouze protržená hráz a dno bývalé nádrže postupně zarůstá.

## Dostupnost
Nejsnazší dostupnost je od informační tabule Geologie Krušných hor na NS Tesařova cesta neznačenou lesní cestou mířící doprava. Cesta pokračuje podél Pekelského potoka po dlážděné cestě údolím a okolo vodárenských staveb až ke zbytkům nádrže.